# Huernia plowesii
Huernia plowesii är en oleanderväxtart som beskrevs av Leslie Larry Charles Leach. Huernia plowesii ingår i släktet Huernia och familjen oleanderväxter. Inga underarter finns listade i Catalogue of Life.